# Белов, Геннадий Михайлович
Генна́дий Миха́йлович Бело́в  (2 ноября 1945, Москва — 30 октября 1995, там же) — советский и российский эстрадный певец (лирический тенор), заслуженный артист РСФСР (18 ноября 1978).

## Биография
Геннадий Белов родился 2 ноября 1945 года в Москве.
В 1960-е годы окончил текстильный техникум. Работал мастером на шёлкоткацком комбинате «Красная роза» им. Розы Люксембург, где выступал в самодеятельности. Учился вокалу у известного педагога  В. Щербакова и вскоре стал одним из лучших его учеников. Был направлен для участия в программе ЦТ СССР «Алло, мы ищем таланты!». Там был замечен Виктором Сергеевичем Поповым и приглашён в качестве солиста Ансамбля песни Всесоюзного радио и Центрального телевидения.
В 1973 году Геннадий стал артистом «Москонцерта», получая музыкальное образование в ГИТИСе. В период работы в «Москонцерте» с 1975 по 1995 гг. выступал не только на ведущих площадках Москвы, таких как: Кремлёвский Дворец съездов, Концертный зал «Россия», Колонный зал Дома союзов, театр Эстрады, но и в домах культуры, на заводах, фабриках, предприятиях и организациях. Принимал участие в записях популярных передач: «Голубой огонёк» и «Песня года». Много гастролировал по городам Советского Союза и за границей.
Много работал с композиторами Алексеем Мажуковым, Давидом Тухмановым, Владимиром Шаинским, Евгением Птичкиным. Стал популярен благодаря песням «Дрозды», «Травы, травы», «Рассвет-чародей», «Этот большой мир», «На дальней станции сойду», «Шумят хлеба», «Здравствуй, мама», «Звёздная песня неба», «Добро», «Где ж ты, мой сад?» исполненными в необыкновенной, мягкой, душевной манере.
В 1978 году Белов стал лауреатом Всемирного фестиваля молодёжи и студентов в Гаване.
На Центральном телевидении певец неоднократно представлял песни-лауреаты телевизионного фестиваля «Песня года».
В конце 1980-х годов, как и многие другие певцы 1960—1970-х годов, Геннадий Белов переживал творческий кризис. Его новый репертуар складывался трудно, так как песни для высокого мужского голоса композиторы тогда писали редко.
Голос Белова — очень мягкий, лирический, тремолирующий. Белов отличался благородной спокойной манерой пения, изяществом музыкальной фразировки, проникновенным произнесением стиха.
Жил в Москве, на Чертановской улице, дом 30, корп. 4.
Умер Геннадий Михайлович 30 октября 1995 года в Москве от язвы желудка, не дожив трёх дней до своего 50-летнего юбилея. Похоронен в Москве на Хованском кладбище (Северная терр., уч. 231).

## Личная жизнь
Первая жена — Татьяна.
- Сын — Дмитрий Геннадьевич Белов

- Дочь — Светлана Геннадьевна Белова

Гражданская жена — Любовь, с которой артист прожил более 10 лет, детей не было.
Вторая жена — Наталья. Детей в браке не было.

## Дискография
- 1977 — Геннадий Белов (LP, Мелодия — С60 — 08309 — 10)
- 2007 — Золотая коллекция Ретро (CD, «Бомба Мьюзик», BoMB 033—304)[2]
- 2008 — Травы, травы… (2 CD, «Бомба Мьюзик», BoMB 033—439/440)[3]

## Творчество

### Известные песни
| - Алёнушка (Н. Богословский — А. Коваленков) - Берёзовый сок (В. Баснер — М. Матусовский) - Берёзы (М. Фрадкин — В. Лазарев) - В городском саду (М. Блантер — А. Фатьянов) - В землянке (К. Листов — А. Сурков) - Венец творения (Л. Гарин — Н. Олев) - Возьми моё сердце (Э. Колмановский — В. Татаринов) - Восходит яркая звезда (З. Бинкин — Ю. Каменецкий) - Время сенокоса (И. Якушенко — М. Рябинин) - Всегда со мной моя Россия (С. Туликов — В. Лазарев) - Вьюга дымится (А. Мажуков — В. Харитонов) - Где ж ты, мой сад (В. Соловьёв-Седой — А. Фатьянов) - Где живут соловьи (Ю. Зыслин — С. Красиков) - Где кончаются рельсы (Р. Мануков — Г. Колесников) - Где леса кудрявятся (Ю. Зацарный — С. Красиков) - Где ты, отзовись (А. Изотов — С. Гершанова) - Где ты — там я (В. Ветров — Л. Ошанин) - Где ты, утро раннее (Н. Богословский — А. Жаров) - Гордая моя мама (В. Ветров — О. Фокина) - Девушка (М. Блантер — В. Лебедев-Кумач) - Девушки в защитных гимнастёрках (А. Мажуков — А. Монастырёв/О. Писаржевская) - Добрая столица (П. Аедоницкий — И. Романовский) - Добро (М. Чуев — Б. Дубровин) - Дорога, дорога (В. Соловьёв-Седой — А. Фатьянов) - Дрозды (В. Шаинский — С. Островой) - Дуня, люблю твои блины (М. Марьяновский) - Есть ли память у любви (Е. Жарковский — В. Лазарев) - Жалейте матерей (В. Ветров — Р. Гамзатов/О. Фокина) - Жди меня (М. Блантер — К. Симонов) - За седыми тополями (А. Абрамов — Е. Карасёв) - Звезда моих полей (Н. Богословский — Л. Давидович/В. Драгунский) - Звёздная песня неба (Д. Тухманов — В. Фирсов) - Здравствуй, жаворонок-птица (Ю. Чичков — К. Ибряев) - Здравствуй, мама (Д. Тухманов — Р. Рождественский) - Земля родимая (Е. Птичкин — В. Татаринов) - К тебе навстречу (З. Бинкин — Ю. Лединёв) - Колдует осень золотая (муз. Ю. Турнянский — сл. А. Трилисов) - Колыбельная (В. Ветров — Р. Гамзатов/Я. Козловский) - Край отцовский (Э. Колмановский — И. Шаферан) - Ленинские горы (Ю. Милютин — Е. Долматовский) - Лето (Е. Суслов — Р. Амашукели) - Лучше нашего солдата не поёт никто (А. Экимян — В. Харитонов) - Люблю (Е. Розенфельд — Н. Венгерский) - Маленький российский городок (В. Хвойницкий — Ю. Гарин) - Медсестра (В. Газарян — А. Заурих) - Мусенька родная (О. Строк — О. Строк) - На дальней станции сойду (В. Шаинский — М. Танич) - Настоящее волшебство (И. Якушенко — И. Шаферан) | - Не сердись (М. Парцхаладзе — Г. Регистан) - Новороссийский порт (А. Изотов — В. Сергеев) - От ясных глаз - Ох, ночка, ноченька (Н. Поликарпов — С. Красиков) поёт с Р. Бурлыгой - Первая любовь (А. Мажуков — Л. Кретов) - Первое апреля (В. Мигуля — И. Шаферан) - Песни Земли - Песня Насреддина (Е. Крылатов — Ю. Энтин) - Песня о моей любви (Е. Мартынов — С. Островой) - Письма с фронта (И. Якушенко — И. Шаферан) - Победа (А. Арутюнов) - Победа остаётся молодой (И. Якушенко — И. Шаферан) - Поговори со мной (Г. Пономаренко — С. Красиков) поёт с Эльмирой Жерздевой - Полярная весна (В. Ветров — Г. Петров) - Прощай, нам слёз не лить (А. Мажуков — В. Фёдоров) - Рассвет-чародей (В. Шаинский — М. Пляцковский) - Росинка (А. Мажуков — Н. Шумаков) - С добрым утром (В. Соловьёв-Седой) - Сердце учителя (К. Кромской — А. Дементьев) - Сестра ты моя, Ока (В. Левашов — В. Лазарев) - Светите, белые берёзы (Э. Григорьянц — А. Екимцев) - Синее небо России (В. Зуев — Т. Кузовлева) - Снова в рощах Подмосковья (П. Аедоницкий — Л. Ошанин) - Соловьиная роща (А. Мажуков — В. Кузнецов) - Так бывает иногда (П. Аедоницкий — И. Романовский) - Тебе ещё об этом не сказал (А. Мажуков — Н. Шумаковv) - Тихая песенка (М. Блантер — В. Лившиц) - Тихий день угасал (М. Яскевич) - Тополиная стража (А. Изотов — С. Гершанова) - Травы, травы (В. Шаинский — И. Юшин) - Три моря (П. Аедоницкий — М. Докторов) - Ты (А. Изотов — С. Островой) - Ты меня дождись (И. Якушенко — И. Шаферан) - У школьного порога (И. Якушенко — Л. Ошанин) - Утомлённое солнце (Е. Петерсбурский — И. Альвек) - Уходит поезд (А. Абрамов — Н. Шумаков) - Хороший ты парень, Наташка (В. Шаинский — К. Ибряев) - Цветы луговые (Г. Пономаренко — С. Красиков) поёт с Эльмирой Жерздевой - Цветы на дорогах войны (В. Семёнов — Н. Рубцов) - Червакское море (П. Аедоницкий — М. Докторов) исполняет с ВИА «Здравствуй, песня» - Черноглазая казачка (М. Блантер — И. Сельвинский) - Чета белеющих берёз (Э. Колмановский — В. Солоухин) - Шумят хлеба (А. Пахмутова — С. Гребенников) - Это только начало лета (Б. Ривчун — В. Харитонов) - Этот большой мир (В. Чернышёв — Р. Рождественский) — песня из кинофильма «Москва — Кассиопея» - Я так люблю тебя (И. Якушенко — И. Шаферан) |

## Фильмография

### Вокал
- 1973 — Анискин и Фантомас — песня «Травы-травы»
- 1973 — Москва — Кассиопея — песня «Этот большой мир»
- 1975 — Охотник за браконьерами — песня «Рассвет-чародей»
- 1975 — Вкус халвы — песня Насреддина
- 1976 — По секрету всему свету — песня «На дальней станции сойду»

### Участие в фильмах
- 1984 — Страницы жизни Александры Пахмутовой (документальный) — песня «Шумят хлеба»

## Награды
- Медаль «За трудовое отличие» (14.11.1980).
- Заслуженный артист РСФСР (18.11.1978).